# Don Gatto
A Don Gatto egy angol nyelven éneklő magyar hardcore punk zenekar. Az együttest 2009-ben alapította Acélos Balázs, a Fürgerókalábak egykori gitárosa.

## Története
A legenda szerint, a nevük a Macskafogó című rajzfilm egyik karakteréből, Giovanni Gattoból ered, aki a macskaszindikátus főnöke, a legfőbb macskavezér volt.   
A szekszárdi együttes első EP-jét 2010 -ben adta ki, majd 2012 -ben a másodikat Second címmel, melyen a Pro-Pain vezére Gary Meskil is megmutatta ének hangját. A svájci No Mute zenekarral kiadták a The Great Split Swap lemezt, melyen a két együttes egymás számait énekli. 2013-ban egy 23 állomásos Európa-turnén vettek részt a Pro-Painnel. 2015-ben ismét előálltak egy új EP-vel Sawbotage! címmel, ugyanebben az évben pedig megnyerték a Metal Battle tehetségkutató magyarországi elődöntőjét, mellyel kijutottak a Wacken Open Air fesztiválra, ami az egyik legnagyobb metalfesztivál, ahol a 28 döntős zenekar közül kilencedik helyen végeztek. 2015-ben felkérték a zenekart a szekszárdi kosárlabdázók (Szekszárdi KSC) indulójának elkészítésére, majd 2016-ban felvették a szekszárdi amerikai futballcsapat indulóját is, Bad Bones címmel.  

## Tagok
Jelenlegi felállás
- Acélos Balázs – gitár
- Budavári Zoltán – ének
- Weisz Gábor – basszusgitár
- Kákonyi Gergely Ferenc – dob

Korábbi tagok
- Halász Péter – dob

## Diszkográfia
Stúdióalbumok
- Don Gatto (EP, 2010)
- Second (EP, 2012)
- Sawbotage! (EP, 2015)
- Sawdown (EP, 2018)
- Cataclysm (EP, 2024)

Egyéb kiadványok
- No Mute / Don Gatto – The Great Split Swap (EP, 2012)